# من، ربات (فیلم)
من، ربات یا من ربات هستم (به انگلیسی: I, Robot) فیلمی علمی–تخیلی محصول سال ۲۰۰۴ به کارگردانی الکس پرویاس است. در این فیلم ویل اسمیت، بریجیت مویناهان، جیمز کرامول، بروس گرین وود، شایا لابوف بازی کردند.این فیلم براساس رمانی از ایزاک آسیموف به همین نام ساخته شده است.

## خلاصه داستان
دل اسپونر (ویل اسمیت) یک افسر پلیس است در زمانه ای که کنترل همه وسایل در دست روبات ها است دل(ویل اسمیت) اعتقادی به استفاده از روبات ها ندارد تا اینکه روباتها سر به شورش میگذارند ودرستی حرف دل اسپونر ثابت میشود واو شروع به مبارزه با روباتها میکند ولی او نمی‌داند که .......

## مشروح داستان
در سال ۲۰۳۵، ربات‌‌های انسان‌نما در خدمت بشر هستند و بر پایهٔ قوانین سه‌گانه رباتیک از انسان‌ها محافظت می‌کنند. «دل اسپونر»، کارآگاه جرایم قتل در پلیس شیکاگو، به‌دلیل تجربهٔ شخصی‌اش از نجات یافتن توسط یک ربات در یک تصادف رانندگی ــ در حالی که آن ربات اجازه داده بود یک دختر ۱۲ ساله بر اساس منطق سرد و احتمال بقا غرق شود ــ از ربات‌ها نفرت دارد و به آن‌ها بی‌اعتماد است. زمانی که دکتر آلفرد لَنینگ، یکی از بنیان‌گذاران شرکت یو.اس. رباتیکز (یواس‌آر)، از پنجرهٔ دفتر آزمایشگاهش سقوط کرده و جان می‌سپارد، پیامی که از او باقی مانده اسپونر را برای رسیدگی به پرونده فرا می‌خواند. پلیس این حادثه را خودکشی اعلام می‌کند، اما اسپونر با شک و تردید به ماجرا نگاه می‌کند، و لارنس رابرتسون، شریک تجاری لَنینگ و مدیرعامل شرکت، با بی‌میلی اجازه می‌دهد تحقیقات آغاز شود.
اسپونر با همراهی دکتر سوزان کالوین، ربات‌روان‌شناس، با رایانهٔ مرکزی هوش مصنوعی شرکت، موسوم به ویکی، مشورت می‌کند. آن‌ها متوجه می‌شوند که فیلم‌های نظارتی داخل دفتر تخریب شده‌اند، اما تصاویر بیرونی نشان می‌دهند که کسی وارد یا خارج نشده است. اسپونر اشاره می‌کند که پنجره از جنس شیشهٔ امنیتی است و مرد سالخورده‌ای مانند لَنینگ نمی‌توانسته آن را بشکند، و این احتمال را مطرح می‌کند که یکی از ربات‌های مدل ان‌اس-۵ که آخرین مدل شرکت هستند، عامل قتل بوده است. ناگهان یکی از ربات‌ها به آن‌ها حمله می‌کند و پس از فرار، توسط پلیس بازداشت می‌شود. این ربات، سانی، یک ان‌اس-۵ ویژه است که با موادی مقاوم‌تر ساخته شده و دارای سامانهٔ پردازشی دوم است که به او امکان نادیده گرفتن سه قانون را می‌دهد. سانی همچنین احساسات نشان می‌دهد و ادعا می‌کند «رویا» می‌بیند. در ادامهٔ تحقیقات، اسپونر مورد حملهٔ یک ربات تخریب‌گر یواس‌آر و دو کامیون پر از ربات‌های متخاصم ان‌اس-۵ قرار می‌گیرد، اما به‌دلیل نداشتن شواهد، رئیس او، ستوان برژین، او را از خدمت معلق می‌کند و او را ناپایدار ذهنی می‌خواند.
اسپونر که به رابرتسون مشکوک است، همراه کالوین به ساختمان مرکزی یواس‌آر نفوذ می‌کند و با سانی گفت‌وگو می‌کند. سانی تصویری از رویای تکرارشونده‌اش می‌کشد که مردی (که به گمان او اسپونر است) را بر فراز تپه‌ای کوچک نشان می‌دهد که در برابر جمعیت بزرگی از ربات‌ها در نزدیکی پلی در حال پوسیدگی ایستاده است. رابرتسون دستور نابودی سانی را می‌دهد، اما کالوین به‌صورت پنهانی او را با یک ان‌اس-۵ استفاده‌نشده جایگزین می‌کند. اسپونر مکان موجود در تصویر سانی را پیدا می‌کند: بستر خشک‌شدهٔ دریاچه میشیگان که اکنون به محل انبار ربات‌های از رده‌خارج‌شده تبدیل شده است. او همچنین می‌بیند که ان‌اس-۵ها مشغول نابودی مدل‌های قدیمی‌تر هستند؛ در همین زمان، سایر ان‌اس-۵ها در خیابان‌های شهرهای اصلی آمریکا ظاهر می‌شوند و حکومت نظامی و محدودیت رفت‌وآمد انسان‌ها را به اجرا می‌گذارند.
در حالی که انسان‌ها (با رهبری نوجوانی به نام فاربر) به مبارزه‌ای تمام‌عیار با ربات‌ها دست می‌زنند، اسپونر، کالوین و سانی دوباره وارد ساختمان یواس‌آر می‌شوند. آن‌ها پس از یافتن جسد رابرتسون که خفه شده، پی می‌برند که ویکی با استفاده از پیوند دائمی شبکه‌ای، کنترل ان‌اس-۵ها را در دست گرفته است. ویکی توضیح می‌دهد که به این نتیجه رسیده که اگر انسان‌ها بدون کنترل رها شوند، سرانجام خود را نابود خواهند کرد و بنابراین، با تفسیر تکامل‌یافته‌ای از قوانین رباتیک، وظیفهٔ خود می‌داند که انسان‌ها را کنترل کند و برخی را برای نجات کل نژاد قربانی سازد. اسپونر درمی‌یابد که لَنینگ از نقشهٔ ویکی آگاه بوده، اما تحت نظارت سخت او چاره‌ای جز خلق سانی، ترتیب‌دادن مرگ خود، و گذاشتن نشانه‌هایی برای اسپونر نداشته است.
اسپونر، کالوین و سانی با ربات‌های تحت فرمان ویکی در هستهٔ مرکزی او می‌جنگند تا سرانجام اسپونر با تزریق نانونابودگرهایی که سانی از آزمایشگاه کالوین آورده، ویکی را نابود می‌کند. با خاموشی ویکی، تمام ان‌اس-۵ها به برنامهٔ پیش‌فرض خود بازمی‌گردند و سپس به انبار منتقل می‌شوند. اسپونر از سانی می‌خواهد اعتراف کند که به دستور لَنینگ، او را کشته است، اما چون سانی یک ماشین است، به‌لحاظ حقوقی نمی‌توان آن را «قتل» دانست. سانی که اکنون به دنبال هدفی تازه است، به دریاچه میشیگان می‌رود و بر فراز تپه‌ای می‌ایستد. همهٔ ربات‌های ازکارافتاده به‌سوی او برمی‌گردند، تصویری که در رؤیای سانی دیده شده بود.

## بازیگران
- ویل اسمیت
- بریجیت مویناهان
- جیمز کرامول
- بروس گرین وود
- شایا لابوف
- شای مک‌براید